# ومحياي
```
ومحياي
[
1
]
 برنامج تلفزيوني بطابع اسلامي يتكون من اربع أجراء، يتناول بعض الأخطاء الصحية والعادات السيئة في كثير من المجتمعات العربية،
[
2
]
 ويطمح هذا البرنامج لتعديل هذه الأفكار السيئة والأخطاء الشائعة وهذا البرنامج كان يعرض في شهر رمضان الكريم على قناة 
ام بي سي
[
3
]
 جزءه الأول من إخراج عبد الرحمن صندقجي والثاني من إخراج عبد الرحمن صندقجي اما الجزء الثالث فهو من إخراج حمزة جمجموم.
[
4
]
```